# Keynote Speaker

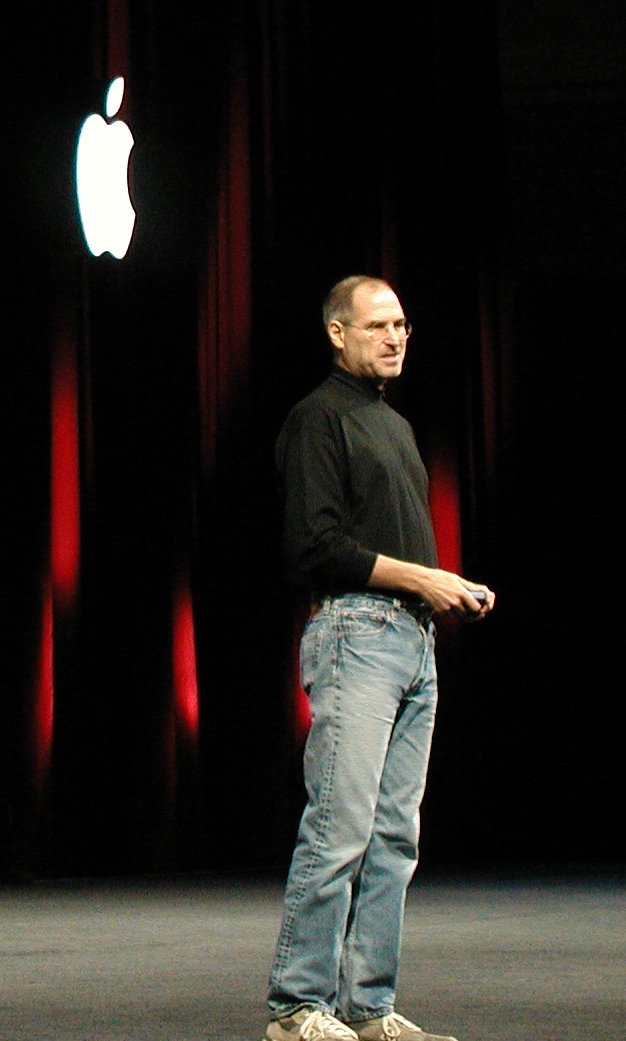
Steve Jobs auf der Macworld

Keynote Speaker (englisch „Schlüsselnotiz-Sprecher“) sind Redner, die auf einer Veranstaltung die wichtigste oder erste Rede halten (Plenarvortrag), wobei es sich oft um besonders begabte, in ihrem Fachgebiet geachtete, sowie bekannte oder berühmte Personen handelt (wie Steve Jobs, John F. Kennedy oder Barack Obama).
Keynote-Speaker sollen das Publikum auf ein Thema einstimmen, deren Aufmerksamkeit gewinnen beziehungsweise Interesse wecken, ein schwieriges Konzept allgemein verständlich oder ein Unternehmen beziehungsweise Produkt bekannt(er) machen (wie bei den jährlichen Apple-Präsentationen). Wie lange ein Speaker spricht ist nicht festgelegt, zudem variiert die Höhe seines Honorars. 